# Tumulus de Colombiers-sur-Seulles
Le tumulus de Colombiers-sur-Seulles est un tumulus daté du Ve millénaire av. J.-C., situé sur la commune de Colombiers-sur-Seulles, dans le département du Calvados, en France.

## Situation
Le tumulus est édifié sur un plateau dominant la vallée de la Seulles. Il se trouve à environ 600 m de la Pierre Debout de Colombiers-sur-Seulles.

## Description
Le tumulus de Colombiers-sur-Seulles est une sépulture collective appartenant à l’un des types les plus anciens du mégalithisme occidental. C'est le seul représentant de ce type en Basse-Normandie. Il est composé d'un amas de terre et de cailloutis, compartimenté par des cloisons en pierre et en bois et ceinturé de murets montés en pierres sèches, alternant avec des tronçons d'orthostates disposés en parement. Il est de grande dimension, mesurant environ 60 m de longueur sur 10 m de largeur en moyenne et 2,50 m de hauteur. L'accès à la chambre funéraire, qui occupe une place infime par rapport à la masse du monument, se faisait en empruntant un étroit couloir.

## Historique
Ce long tumulus fut fouillé pour la première fois en 1825 par Arcisse de Caumont et l'abbé Gervais de La Rue.

## Vestiges
La chambre funéraire contenait de nombreux ossements humains, dont plusieurs à demi brulés.

## Datation
De nouvelles campagnes de fouilles menées entre 1969 et 1997 ont permis de dater le monument entre 4500 et 4000 av. J.-C..

## Analyse
On peut le considérer comme un monument intermédiaire entre deux époques de l'architecture funéraire monumentale néolithique. Il présente plusieurs caractéristiques des tertres non mégalithiques, qui sont les plus anciennes structures funéraires de la région : forme très allongée, plan trapézoïdal, vastes dimensions. Mais il se rattache aussi à la famille des cairns classiques en pierres sèches par sa chambre funéraire, circulaire, bordée de grandes pierres, et reliée à l'extérieur par un couloir.
Le site a été ouvert au public en 2005.

## Galerie

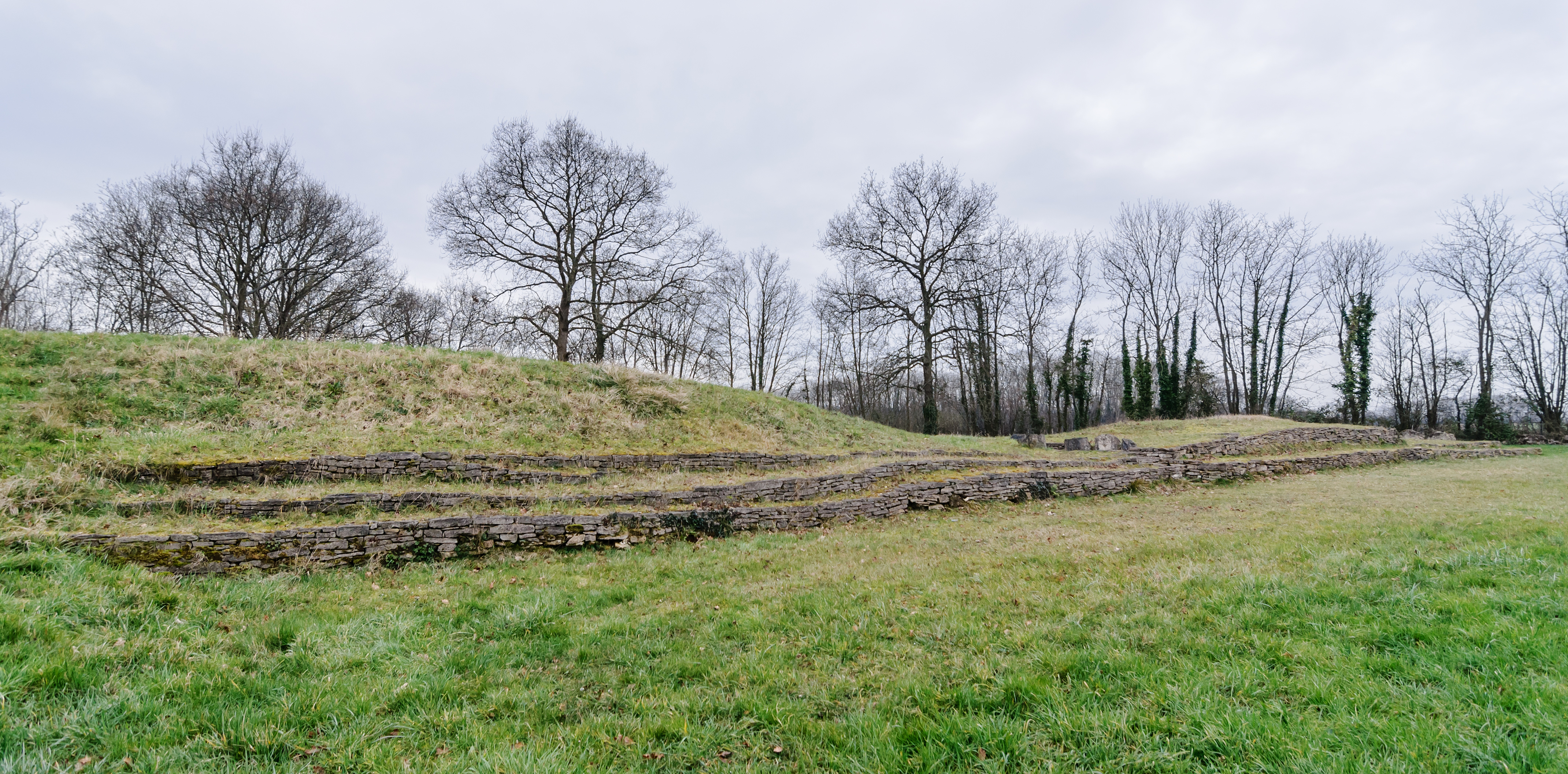
Vue générale du tumulus
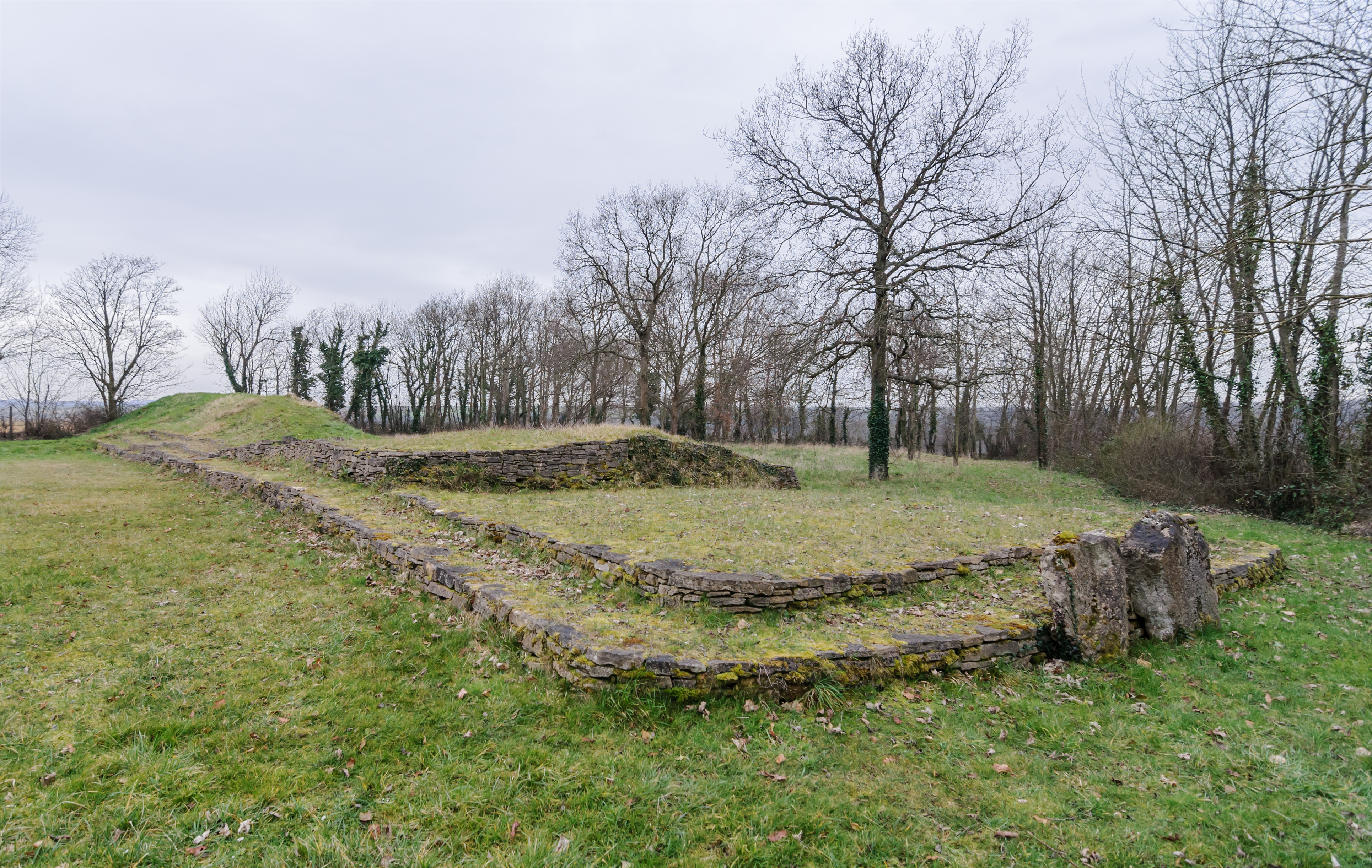
Le tumulus vu du nord-ouest
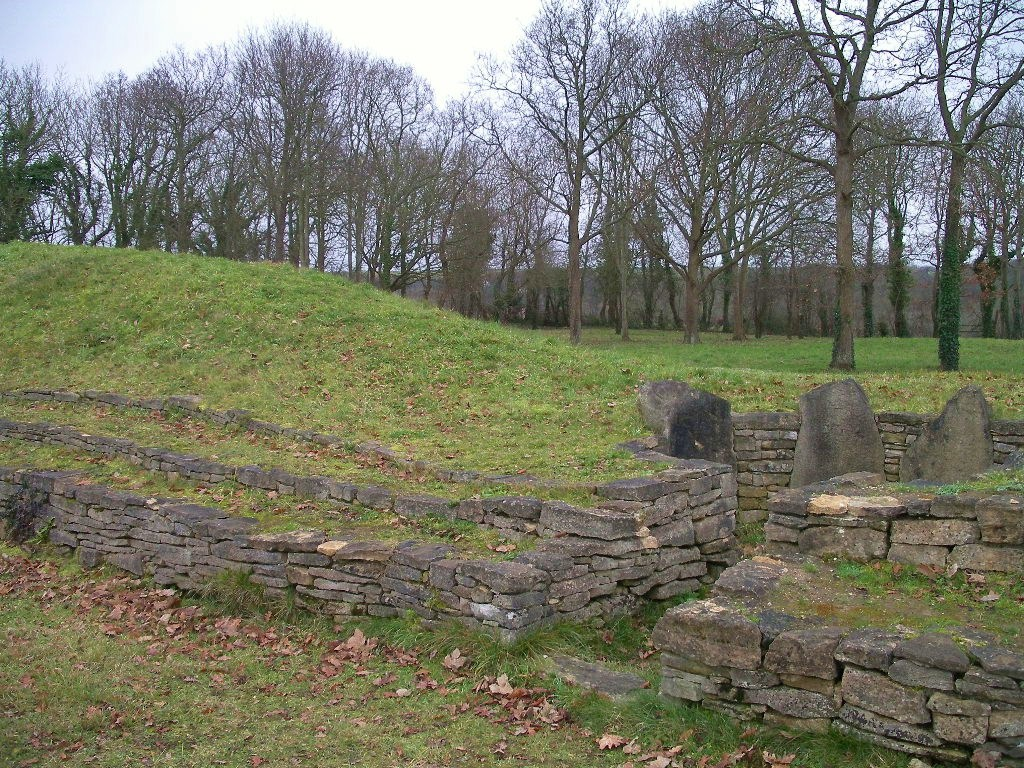
La chambre funéraire
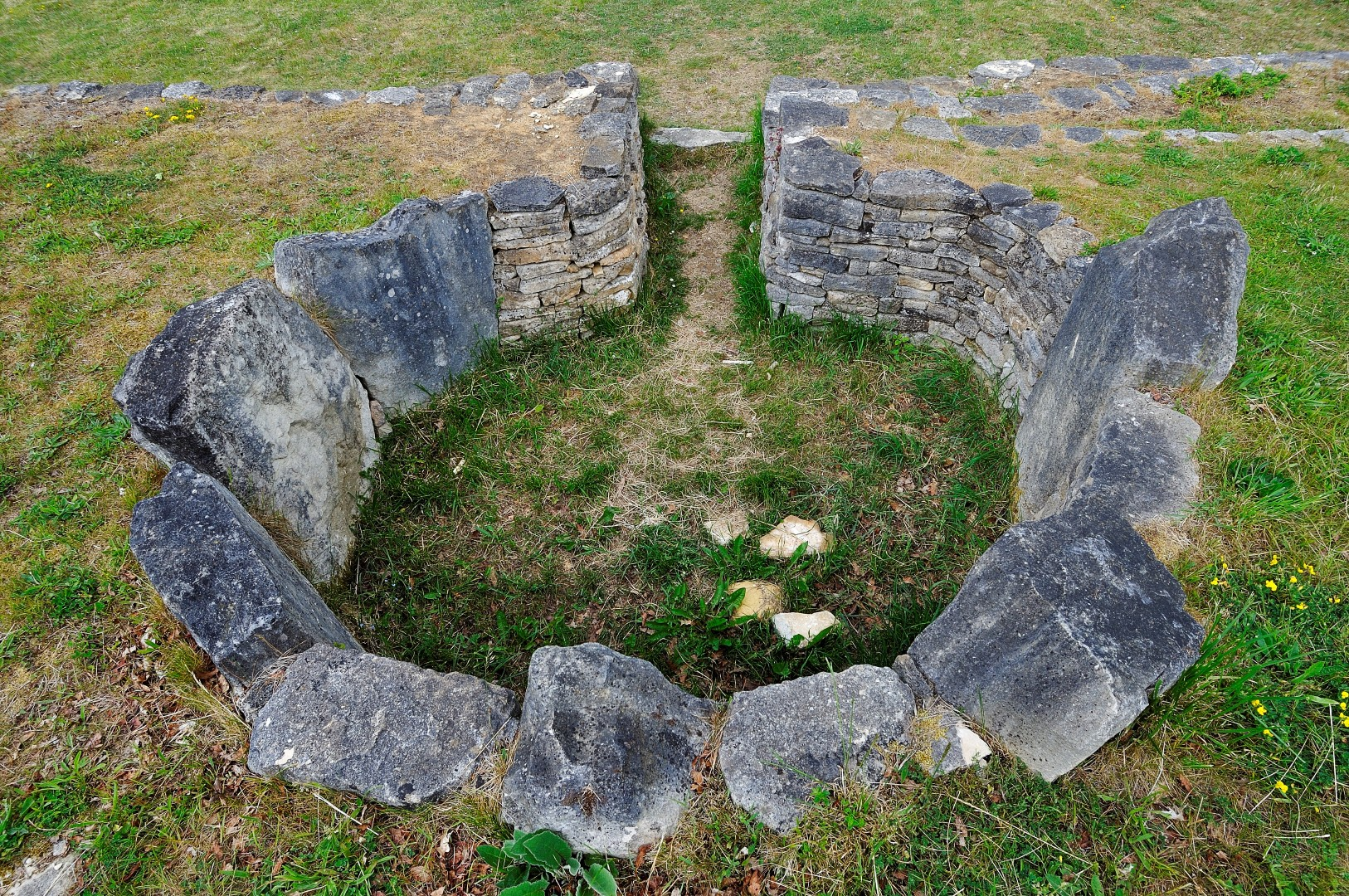
La chambre funéraire
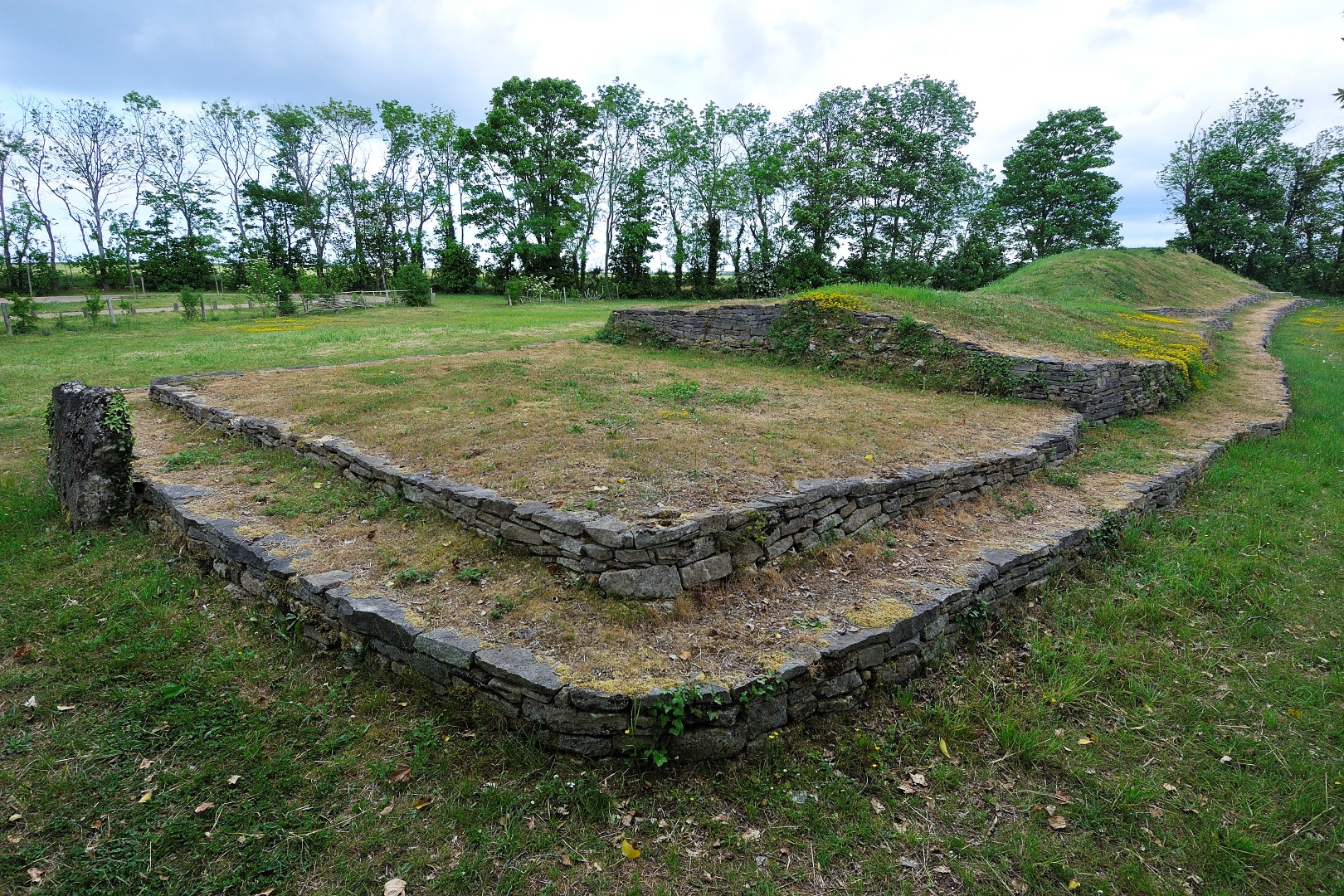
Tumulus de Colombiers-sur-Seulles